# Самостійне життя
«Самостійне життя» («Самостоятельная жизнь») — радянсько-французький художній фільм 1991 року, знятий режисером Віталієм Каневським.

## Сюжет
Продовження попереднього фільму режисера «Замри — помри — воскресни» (1989). Дія починається в 1950-ті роки в Сучані, невеликому шахтарському містечку на Далекому Сході. Через три роки після смерті Галі — героїні попереднього фільму — Валерка закохується в її сестру. Він уже дорослий, самостійна людина — і у нього попереду все життя.

## У ролях
- Павло Назаров — Валерка
- Динара Друкарова — Валя
- Тошихіро Ватанабе — Ямамото
- Олена Попова — мати Валерки
- Ліана Жванія — Софія Аркадіївна
- М. Александров — роль другого плану
- Олена Антонова — роль другого плану
- К. Буличова — роль другого плану
- Лідія Доротенко — роль другого плану
- Наталія Іпатова — дружина Василя
- Володимир Іванов — роль другого плану
- Тетяна Іванова — роль другого плану
- Є. Жукова — роль другого плану
- А. Капустін — роль другого плану
- Микола Харитонов — Іванович
- Галина Кузнецова — роль другого плану
- Володимир Максимов — роль другого плану
- Олексій Травін — роль другого плану
- Л. Тивус — роль другого плану
- Олександр Баширов — майор хімзахисту
- Софія Аркадьєва — епізод
- Іван Прайс — батько

## Знімальна група
- Режисер — Віталій Каневський
- Сценарист — Віталій Каневський
- Оператор — Володимир Бриляков
- Композитор — Борис Ричков
- Художник — Георгій Кропачов
- Продюсери — Філіпп Годо, Віталій Каневський, Патрік Годо, Франсуаза Галфре